# Ladislav Lapáček
Ladislav Lapáček (22. června 1920, Pustá Rybná – 23. prosince 1993, Ústí nad Labem) byl český malíř.

## Život
V letech 1949–1955 studoval na Akademii výtvarných umění v Praze u profesora Vladimíra Sychry. Jeho dílo je zastoupeno ve sbírkách Ministerstva obrany a v Severočeské galerii výtvarného umění v Litoměřicích. V architektuře realizoval díla Svět filmu (1960, kino Hraničář v Ústí nad Labem), Racci (1981, ústecké koupaliště Brná) či Vodní svět (1985, klíšský plavecký bazén v Ústí nad Labem).